# Lamiopsis tephrodes
Lamiopsis temmincki  (tiburón  de Borneo de aleta ancha) es una especie de tiburón de la familia carcharhinidae.

## Morfología
Los machos pueden alcanzar los 128 cm de longitud total.

## Distribución geográfica
Se encuentra en Borneo, Malasia, Tailandia, e Indonesia.